# Мюррей, Мунго, 7-й граф Мэнсфилд
Мунго Дэвид Малкольм Мюррей, 7-й граф Мэнсфилд и 6-й граф Мэнсфилд (англ. Mungo David Malcolm Murray, 7th Earl of Mansfield and Mansfield; 9 августа 1900 — 2 сентября 1971) — шотландский дворянин и юнионистский политик. Он носил титул учтивости — лорд Скоун с 1906 по 1935 год.

## Биография
Родился 9 августа 1900 года. Единственный сын Алана Мюррея, 6-го графа Мэнсфилда и 5-го графа Мэнсфилда (1864—1935), и Маргарет Мэри Хелен Макгрегор (1867—1933), дочери контр-адмирала сэра Малкольма Макгрегора, 4-го баронета (1834—1879), и леди Хелен Лора Макдоннелл. Он получил образование в колледже Крайст-черч, Оксфордский университет, Оксфорд (в 1922 году закончил со степенью бакалавра искусств).
Активный член Шотландской протестантской лиги, прежде чем порвал с ней после парламентских выборов Великобритании 1929 года. Лорд Скоун заседал в Палате общин Великобритании от Перта (1931—1935). Он также был губернатором Сельскохозяйственного колледжа Эдинбурга и Восточной Шотландии с 1925 по 1930 год, лордом-верховным комиссаром Генеральной ассамблеи Шотландской церкви с 1961 по 1962 год.
14 марта 1935 года после смерти своего отца Мунго Мюррей унаследовал титулы 7-го графа Мэнсфилда (графство Миддлсекс), 6-го графа Мэнсфилда (графство Ноттингемшир), 12-го лорда Скоуна, 11-го лорда Балверда и 12-го виконта Стормонта.
Мировой судья Пертшира, мировой судья графства Дамфрис, заместитель лейтенанта графства Дамфрис (1947), бригадный генерал Королевской роты лучников, заместитель лейтенанта Пертшира (1959—1960) и лорд-лейтенант Пертшира (1960—1971).
Член Линнеевского общества, член Зоологического общества, член общества антикваров Шотландии и научный сотрудник Королевского садоводческого общества, председатель Британского фонда орнитологии.

## Семья
19 июля 1928 года Мунго Мюррей женился на Доротее Хелене Карнеги (6 августа 1906—1985), дочери британского дипломата сэра Ланселота Дугласа Карнеги (1861—1933), второго сына Джеймса Карнеги, 9-го графа Саутеска, и Мэрион Элис де Гурни Барклай. У супругов было трое детей:
- Уильям Дэвид Мунго Джеймс Мюррей, 7/8 граф Мэнсфилд (7 июля 1930 — 21 октября 2015), преемник отца.
- Леди Мальвина Доротея Мюррей (род. 27 января 1936), в 1964 году она вышла замуж за Дугласа Стюарта, 20-го графа Морея (1928—2011)
- Леди Мариота Сесилия Мюррей (16 января 1945 — 25 мая 2001), в 1969 году она вышла замуж за достопочтенного Чарльза Малкольма Непьера.

Лорд Мэнсфилд скончался в сентябре 1971 года в возрасте 71 года, и ему наследовал его единственный сын Уильям. Графиня Мэнсфилд умерли в 1985 году.